# Sitemap

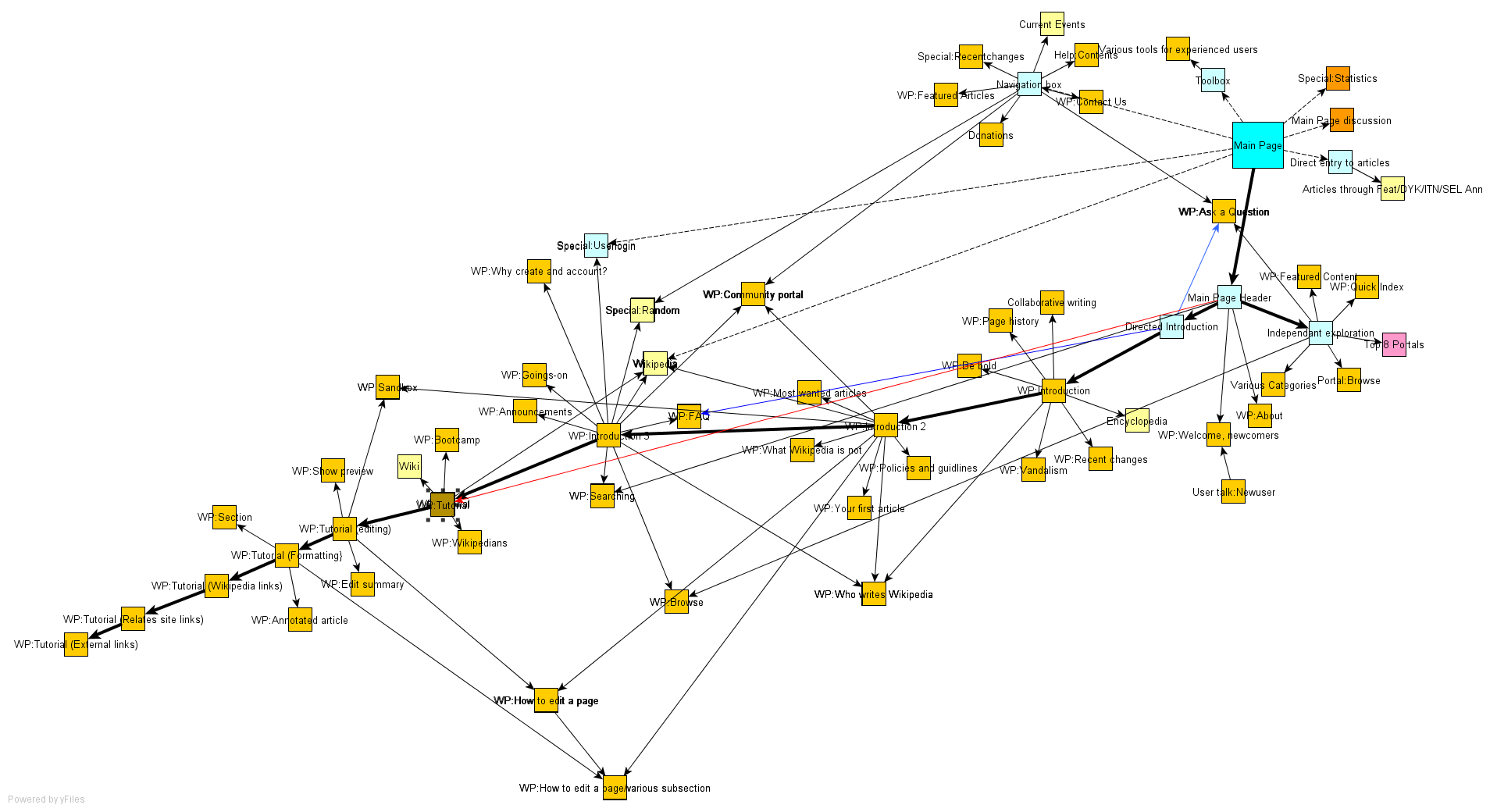
Sitemap de links da página principal da Wikipédia em inglês.

Sitemap (do inglês, em português: mapa de site web) é um termo usado na internet e intranet e tem dois significados:

## Sitemap como representação da estrutura de um site
Sitemap é uma representação hierárquica da estrutura de um site, composta por páginas web.

## Sitemap como informações metadados de um site para motores de busca
Sitemap também é um arquivo tipo XML com metadados (última atualização, freqüência da alterações, relevância em relação a outros URLs, etc.) de um site que são relevantes para motores de busca, optimizando os resultados de um busca.
Em 16 de novembro de 2006 Google, Yahoo! e Microsoft formaram uma aliança para estabelecer um padrão comum de um sitemap que facilita a indexação de sites independente do motor de busca envolvido. O objetivo é uma abertura para que os webmasters indiquem aos mecanismos de busca quais são as suas páginas mais relevantes, listando-as em um arquivo XML, onde pode-se fazer uma consulta e assim facilitar o processo de WebCrawling.